# DSM-CC
En inglés "Digital Storage Media Command and Control" (DSM-CC).
Se trata de un marco de desarrollo para controlar los canales asociados a los flujos de datos de tipo MPEG-1 y MPEG-2 y utiliza un modelo cliente-servidor sobre una red subyacente.
DSM-CC puede trabajar con la nueva generación de paquetes de red mediante protocolos como RSVP, RTSP, RTP y SCP. Aunque DSM-CC está generalmente relacionado con distribución de video (bien vía satélite o vía terrestre) y con contenido interactivo, también se usa entre servidores y clientes de audio.
La arquitectura se divide en tres partes diferenciadas: el cliente, el servidor, que ofrece los contenidos y los servicios al dicho cliente, y el gestor de recursos y sesiones (SRM), que se encarga de localizar y gestionar los recursos de la red (tales como canales, ancho de banda y las direcciones Ip). Tanto el cliente como el servidor son, a su vez, “clientes” del SRM, responsable de crear una plataforma y asegurar las comunicaciones entre ellos, y construir así, sistemas de distribución mediante un acceso a los contenidos de tipo P2P (Peer to peer).
Esta especificación se puede implementar con diferentes configuraciones, incluyendo o no determinadas características. Generalmente, se definen perfiles permitiendo que los sistemas que los utilicen puedan interoperar.
DSM-CC define cinco protocolos distintos:

## Usuario-Usuario
Permite al cliente acceder remotamente al servidor. Este protocolo está basado en el estándar CORBA y se accede a los objetos utilizando el protocolo de Internet inter-ORB. Algunos clientes también pueden alojar archivos en el servidor.

## Usuario-Red
Este protocolo tiene dos partes: sesión y recursos, y se utiliza en la comunicación entre el cliente y el SRM, gestor de recursos; y ente la comunicación entre el servidor y el SRM. El protocolo Usuario-Red de Sesión establece sesiones de red con los recursos que utilicen protocolo Usuario-Red de Recursos.

## Perfiles de transporte MPEG
Esta especificación ofrece perfiles para el protocolo de transporte de ficheros MPEG para permitir la transmisión de eventos, paquetes de sincronización, descargas, y cualquier otro tipo de información compatible con MPEG.

## Descargas
Existen diferentes variantes de este protocolo que permiten transferir contenido en el flujo de MPEG o en un canal separado (de alta velocidad).
Una variante del perfil de descarga es el de “datos carrusel” en el servidor, que se descarga continuamente la información; la cliente de “descarga carrusel” espera continuamente las descargas sin necesidad de pedir una nueva transferencia.
Una extensión a “datos carrusel” es el perfil “objeto carrusel”, que implica que la información sea compatible con el API Usuario-Usuario.

## Multidifusión digital conmutada-Cambio de canal (SDB/CCP)
Permite conmutar entre canales remotamente en un entorno de multidifusión. Utilizado para vincular un cliente con un identificador de sesión y ocasionalmente en pay-per-view.
- Datos: Q5206161